# Undă de șoc

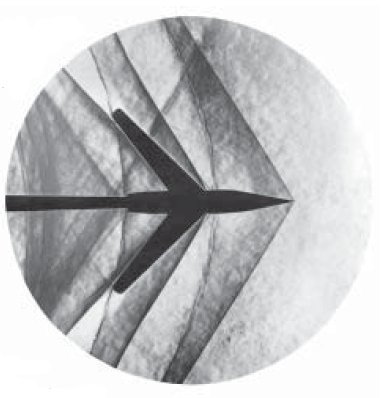
Fotografie Schlieren a unei unde sonore de şoc produsă de un corp supersonic.

O undă de șoc este un tip de perturbație propagată. Ca și o undă obișnuită, ea transportă energie și se poate propaga printr-un mediu (solid, lichid, gaz sau plasmă) sau, în unele cazuri, prin vid, printr-un câmp cum ar fi cel electromagnetic. Undele de șoc sunt caracterizate de o schimbare bruscă, aproape discontinuă a caracteristicilor mediului.